# Angelo Jank
Angelo Jank (Monaco di Baviera, 30 ottobre 1868 – Monaco di Baviera, 9 ottobre 1940) è stato un pittore, disegnatore e illustratore tedesco, specializzato nella rappresentazione di cavalli e cavalieri.

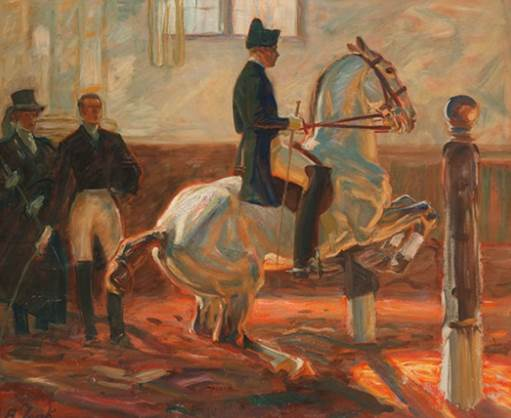
Salto

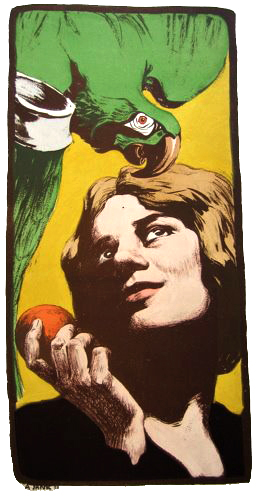
La femme au perroquet

Angelo Jank è figlio dell'architetto Christian Jank. Dopo gli studi secondari al Wilhelmsgymnasium di Monaco si iscrive all'Accademia di belle arti di Monaco dal 1891 al 1896 dove frequenta gli atelier di Ludwig von Löfftz e Paul Hoecker; inizia ad esporre le sue opere insieme ad altri artisti, come il Gruppo G, al padiglione del Palazzo di vetro. 
Nel 1898 gli viene concessa la sua prima mostra personale nell'ambito della Secessione di Monaco e inizia regolari collaborazioni con periodici illustrati come Jugend e Simplicissimus. Una delle illustrazioni fornita a Jugend  (La femme au perroquet, 1898) fu riprodotta dalla rivista francese L'Estampe moderne.
Diventa membro del Deutscher Künstlerbund (Lega degli artisti tedeschi). 

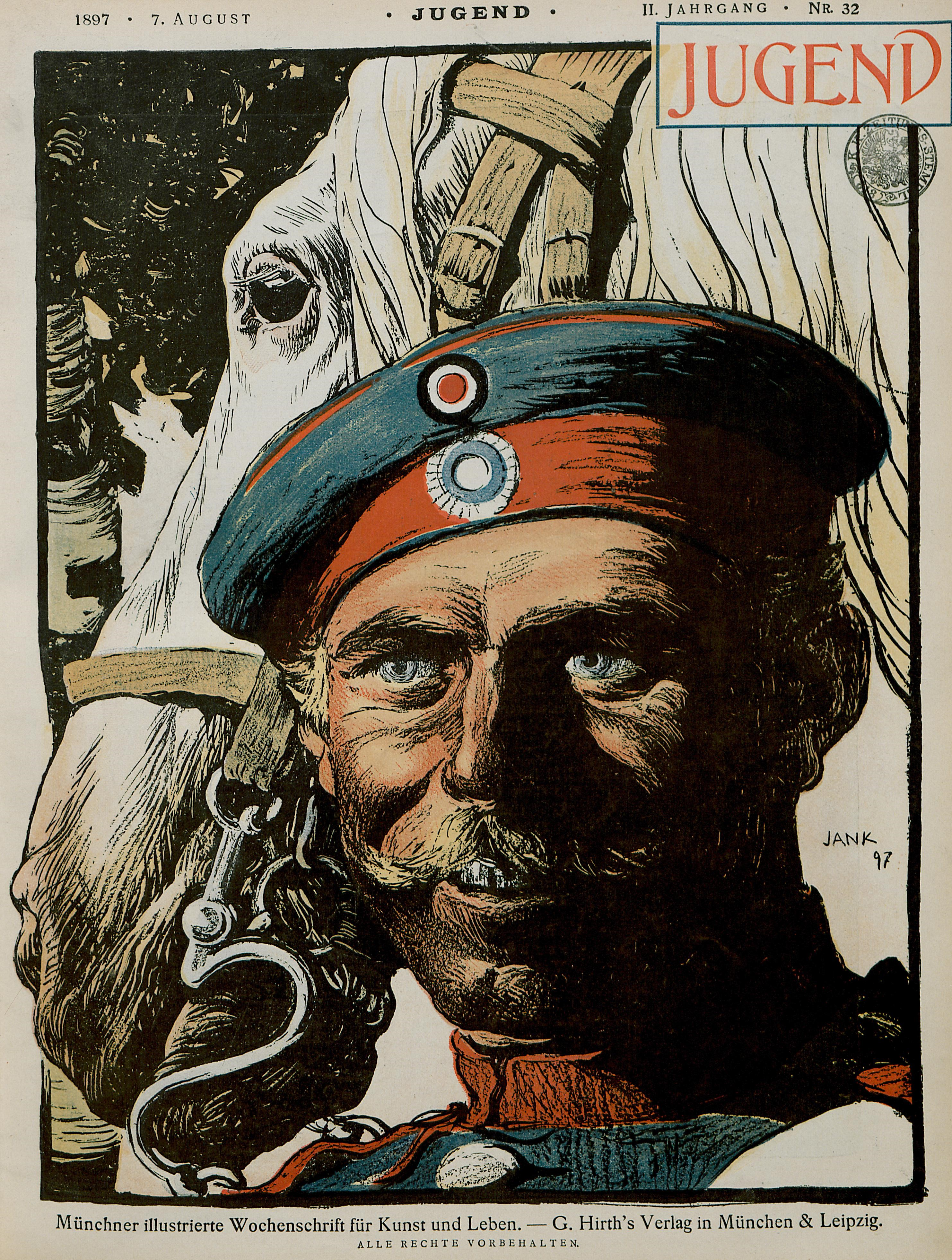
Angelo Jank - copertina di Jugend

Dal 1899 al 1907 insegna pittura alla Künstlerinnen-Vereinde di Monaco. È in seguito nominato professore all'Accademia di belle arti di Monaco al posto di Wilhelm von Diez.
Jank è presente nel settore pittura del padiglione degli artisti tedeschi all'Esposizione di Parigi del 1900.
Nel periodo precedente lo scoppio della prima guerra mondiale, esegue alcune importanti commissioni: un affresco per il Palazzo di Giustizia di Monaco e alcune grandi scene storiche per il palazzo del Reichstag a Berlino. 
Durante gli anni venti del Novecento assume la direzione della Secessione di Monaco e organizza l'esposizione del Palazzo di vetro.
Jank si ritira dall'attività nel 1930. 
Sul piano personale Angelo Jank sposa la baronessa Anna von Thüngen nel 1904, la coppia ha una figlia, Ali. 
Nel 1906 Angelo Jank ebbe un figlio, Klaus, dalla sua amante Marie Schnür.